# Crye Precision作戰服
Crye Precision作戰服是由美國Crye Precision公司研發及生產的一種軍警用作戰服。

## 特點
Crye Precision作戰服的出現是為了取代士兵穿著的野戰服。它是Crye Precision（及其前身Crye Associates）在2000年代初期為Objective Force Warrior計劃開發的新型近戰制服的產物，該計劃也催生了Crye Precision目前的許多產品，包括他們的模組化護甲框架系統和空氣框架頭盔。
該作戰服旨在為了向作戰人員提供一種比制式戰鬥服（BDU）更輕量化和更透氣，但同時具備相同等級耐久度的服裝。為了實現這一目標，製造商透過在作戰服的軀幹部分採用了類似汗衫的吸濕排汗布料，以及在袖子處使用更高耐用性的BDU規格布料。這是考慮到袖子更容易受磨擦和接觸碎片，而由不太耐用的材料製成的軀幹部分則因為作戰人員穿著防彈衣而不太容易造成重大磨損。
由於該作戰服是以穿在防彈衣下作為前提而設計，因此口袋被移至袖子上方。其口袋外側還設有尼龍搭扣，以便穿著者貼上其所屬單位或其他的識別章。
與其他同時期的作戰服不同，Crye作戰服設有專用的防衝擊關節保護裝備（護墊），並直接整合到作戰服上，而非額外佩戴在外側。與外置式護墊相比，一體式護墊的主要優點是提高了機動性和佩戴者的舒適度，但通常容易被磨擦物和碎片絆住，並且通常不如外置式護墊安全。

## 版本
- 第1代（Gen 1）
- 第2代（Gen 2）
  - 陸軍定製版（Army Custom）
  - 海軍定製版（Navy Custom）
  - 聯邦調查局人質拯救隊定製版（FBI HRT Custom）
  - 英國特種部隊定製版（UKSF Custom）
- 第3代（Gen 3）
  - 第3代洛杉磯定製版（G3 LAC）
- 第4代（Gen 4）

## 使用者
- 阿富汗
  - 阿富汗國民軍
    - 特種部隊（Multicam版本G3）

  - 阿富汗內務部
    - 警察特別單位總司令部（Multicam版本G2、G3）
- 阿富汗伊斯蘭酋長國—繼承自前伊斯蘭共和國政權。
  - 阿富汗內務部
    - 警察特別單位總司令部（Multicam版本G2、G3）
- - 澳洲國防軍
    - 特種作戰司令部（Multicam版本G2、G3；現時主要穿著AMCU（英语：Australian Multicam Camouflage Uniform）迷彩作戰服）

  - 維多利亞州警察特別行動組（Multicam及黑色版本G3）
- 奥地利
  - 奧地利聯邦軍
    - 獵人突擊隊（Multicam版本G3）
- 白俄羅斯
  - 白俄羅斯共和國國家安全委員會
    - 阿爾法小組（游騎兵綠版本G3）
- 比利时
  - 比利時國防軍
    - 特種作戰團（英语：Special Operations Regiment (Belgium)）（Multicam版本G3）
- 巴西
  - 巴西海軍
    - 戰鬥潛水員組（英语：GRUMEC）（Multicam版本G3）
- 加拿大
  - 加拿大軍隊
    - 加拿大特種作戰部隊司令部（Multicam版本G3）

  - 加拿大皇家騎警
    - 緊急應變隊（英语：Emergency Response Team (RCMP)）（游騎兵綠版本G3）
- 中华人民共和国：使用仿製版本。
  - 公安特警單位（Multicam及Multicam Tropic版本G3）
- 賽普勒斯
  - 塞浦路斯國民警衛隊
    - 特種部隊單位（Multicam版本G2、G3）
- 捷克
  - 捷克陸軍（英语：Czech Army）
    - 第601特種部隊群（英语：601st Special Forces Group）（Multicam版本G3）
- 丹麦
  - 丹麥國防軍
    - 獵人軍團（英语：Hunter Corps）（Multicam版本G3）
    - 蛙人軍團（英语：Frogman Corps (Denmark)）（Multicam版本G3）
- 芬兰
  - 芬蘭國防軍
    - 芬蘭陸軍烏蒂·獵兵團（英语：Utti Jaeger Regiment）（Multicam Tropic版本G3）
    - 芬蘭海軍特種作戰分隊（Multicam Tropic版本G3）

  - 芬蘭邊防衛隊（英语：Finnish Border Guard）
    - 特別干預組（Multicam Tropic版本G3）
- 法國
  - 法國軍隊
    - 特種作戰司令部（英语：Special Operations Command (France)）（Multicam版本G2、G3）
- 德国
  - 德國聯邦國防軍
    - 德國陸軍特種部隊司令部（曾使用Multicam版本G2）
- 香港
  - 香港警務處
    - 特別任務連（Multicam、Multicam Tropic及游騎兵綠版本G3）
    - 特別戰術小隊（G3 LAC）
    - 機場特警組（G3 LAC）
    - 鐵路應變部隊（曾使用黑色及Multicam版本G3）
- 匈牙利
  - 匈牙利國防軍特種部隊單位（Multicam版本G3）
- 愛爾蘭
  - 愛爾蘭陸軍遊騎兵聯隊（Multicam版本G3）
- 以色列
  - 以色列國防軍總參謀部偵察部隊（游騎兵綠版本G3）
- ：包括仿製品。
  - 哈薩克軍隊
    - 哈薩克共和國特種作戰部隊（俄语：Силы специальных операций Республики Казахстан）

  - 哈薩克共和國國家安全委員會
    - 獅子特種部隊（Multicam版本G3）
- - 大韓民國陸軍
    - 第707特殊任務團（Multicam、黑色及Multicam Black版本G3、G4）

  - 大韓民國海軍
    - 大韓民國海軍特戰戰團（Multicam版本G2、G3）

  - 大韓民國海洋警察廳
    - 海洋警察特攻隊（黑色版本G3）
- ：包括仿製品。
  - 吉爾吉斯共和國國家安全委員會（Multicam版本G2、G3）
- 拉脫維亞
  - 拉脫維亞國家軍隊
    - 特別任務單位（英语：Latvian Special Tasks Unit）（Multicam版本G3、G4）
- 立陶宛
  - 立陶宛軍隊
    - 立陶宛特種作戰部隊（英语：Lithuanian Special Operations Force）（Multicam及游騎兵綠版本G3）
- 马来西亚
  - 馬來西亞陸軍
    - 第21特別勤務群（英语：21st Special Service Group）（黑色版本G3）
- 荷蘭
  - 荷蘭皇家陸軍
    - 突擊隊軍團（英语：Korps Commandotroepen）（Multicam版本G3）

  - 荷蘭皇家海軍
    - 荷蘭海上特種作戰部隊（英语：Netherlands Maritime Special Operations Forces）（Multicam版本G3）
- 挪威
  - 挪威國防軍
    - 挪威特种作战突击队（Multicam版本G3）
- 新西兰
  - 紐西蘭陸軍
    - 紐西蘭特種空勤團（Multicam版本G3）
- 波蘭
  - 波蘭軍隊
    - 特種軍司令部（英语：Polish Special Forces）（Multicam版本G2、G3）
    - 波蘭憲兵（英语：Military Gendarmerie (Poland)）（Multicam版本G3）
- 葡萄牙
  - 葡萄牙陸軍（英语：Portuguese Army）
    - 特種作戰軍中心（英语：Special Operations Troops Centre）（Multicam版本G3）
- 俄羅斯：包括仿製版本。
  - 俄羅斯聯邦安全局（Multicam版本G2、G3及其他俄羅斯仿製品）
  - 俄羅斯聯邦武裝力量特種作戰部隊（Multicam及AOR-1版本G2、G3及其他俄羅斯仿製品）
  - 俄羅斯聯邦國家近衛軍（Multicam版本G3或俄羅斯仿製品）
- 新加坡
  - 新加坡武裝部隊
    - 特别行动特遣部队（英语：Special Operations Task Force）（Multicam、Multicam Tropic及Multicam Black版本G2、G3）
- 斯洛伐克
  - 斯洛伐克陸軍（英语：Slovak Army）
    - 第5特種作戰團（英语：5th Special Operations Regiment (Slovakia)）（Multicam版本G3）
- 西班牙
  - 西班牙陸軍（英语：Spanish Army）
    - 特種作戰司令部（英语：Special Operations Command (Spain)）（Multicam版本G3）

  - 西班牙海軍
    - 海上特種作戰部隊（英语：Fuerza de Guerra Naval Especial）（Multicam版本G3、G4）
- 瑞典
  - 瑞典國防軍
    - 特別行動任務組（Multicam版本G3、G4）
- 瑞士
  - 特警單位（游騎兵綠版本G3）
- 乌克兰
  - 烏克蘭軍隊
    - 烏克蘭特種作戰部隊（Multicam、AOR-1版本G2、G3）

  - 烏克蘭安全局阿爾法小組（Multicam版本G2、G3）
- 英国
  - 英國軍隊
    - 英國陸軍第16空中突擊旅探路排（英语：Pathfinder Platoon）（Multicam版本G2、G3）
    - 英國陸軍游騎兵團（Multicam版本G4）
    - 英國皇家海軍陸戰隊（Multicam版本G2、G3、G4）
    - 英國特種部隊（UKSF定製版G2、G3；Multicam、Multicam Black及黑色）

  - 地方武裝警察單位（灰色及黑色版本G3）
- 美国
  - 美國軍隊
    - 美國特種作戰司令部
      - 美國陸軍特種作戰司令部（陸軍定制版G2、G3；Multicam）
      - 美國海軍特種作戰司令部（海軍定制版G2、G3；AOR-1、AOR-2、Multicam）
      - 美國海軍陸戰隊特種作戰司令部（M81 Woodland（英语：U.S. Woodland）、MARPAT（英语：MARPAT）、Multicam版本G3）
      - 美國空軍特種作戰司令部（Multicam版本G2、G3）

    - 美國海岸防衛隊（Multicam版本G2、G3）

  - 聯邦調查局
    - 特種武器和戰術部隊（FBI定制版G2、G3；游騎兵綠、Multicam）
    - 人質拯救隊（FBI HRT定制版G2、G3；游騎兵綠、Multicam）

  - 美國法警局
    - 特別行動組（Multicam版本G3）

  - 美國菸酒槍炮及爆裂物管理局
    - 特別應變隊（Multicam版本G3）

  - 美國緝毒局
    - 海外部署顧問及支援組（Multicam版本G2、G3）

  - 美國邊境巡邏隊
    - 邊境巡邏隊戰術單位（Multicam版本G3）

  - 美國特勤局（黑色版本G3）
  - 中央情報局（沙漠虎紋迷彩（英语：Tiger stripe camouflage）版本G2、G3）
  - 其他聯邦執法機關
  - 大量地方層級執法機關
    - 洛杉磯警察局特種武器和戰術部隊（G3 LAC）

## 相片

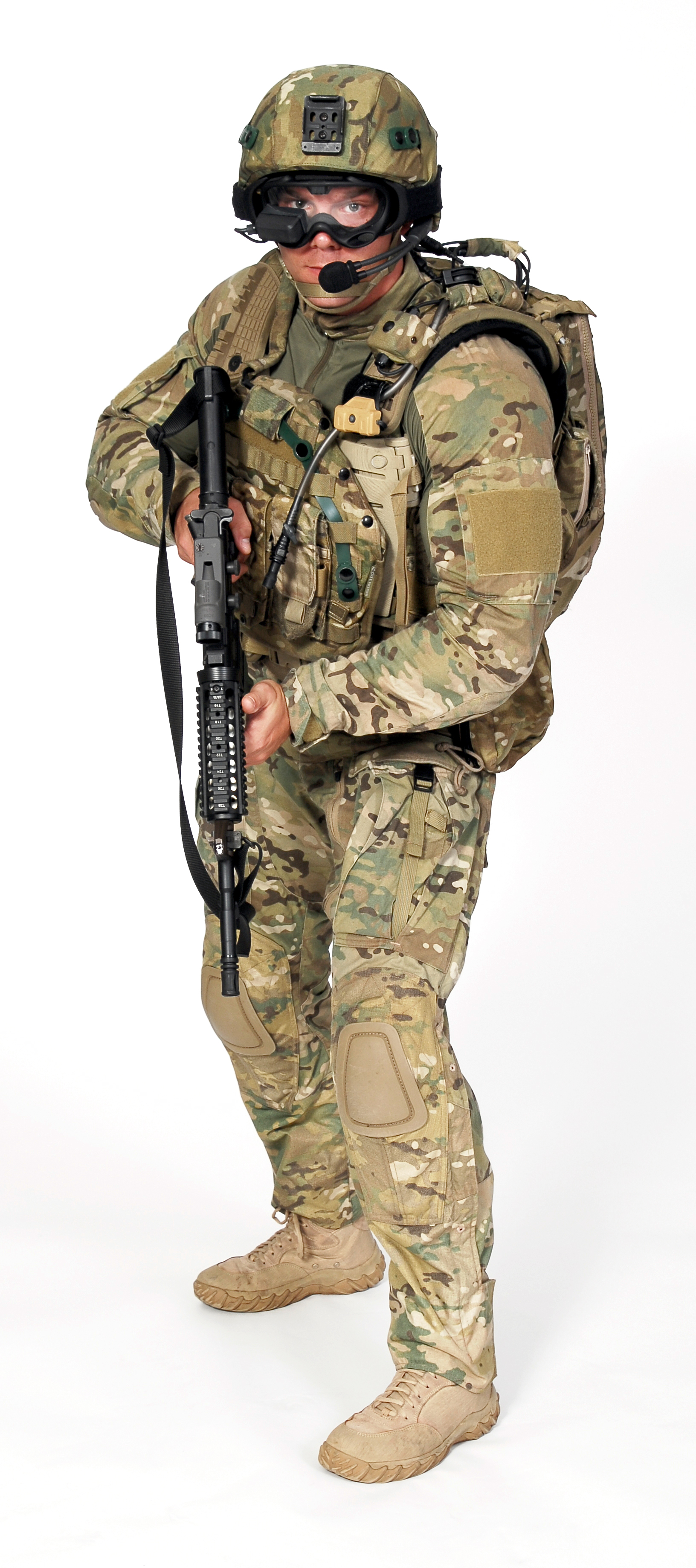
作為未來戰士系統一部分的G1戰鬥服
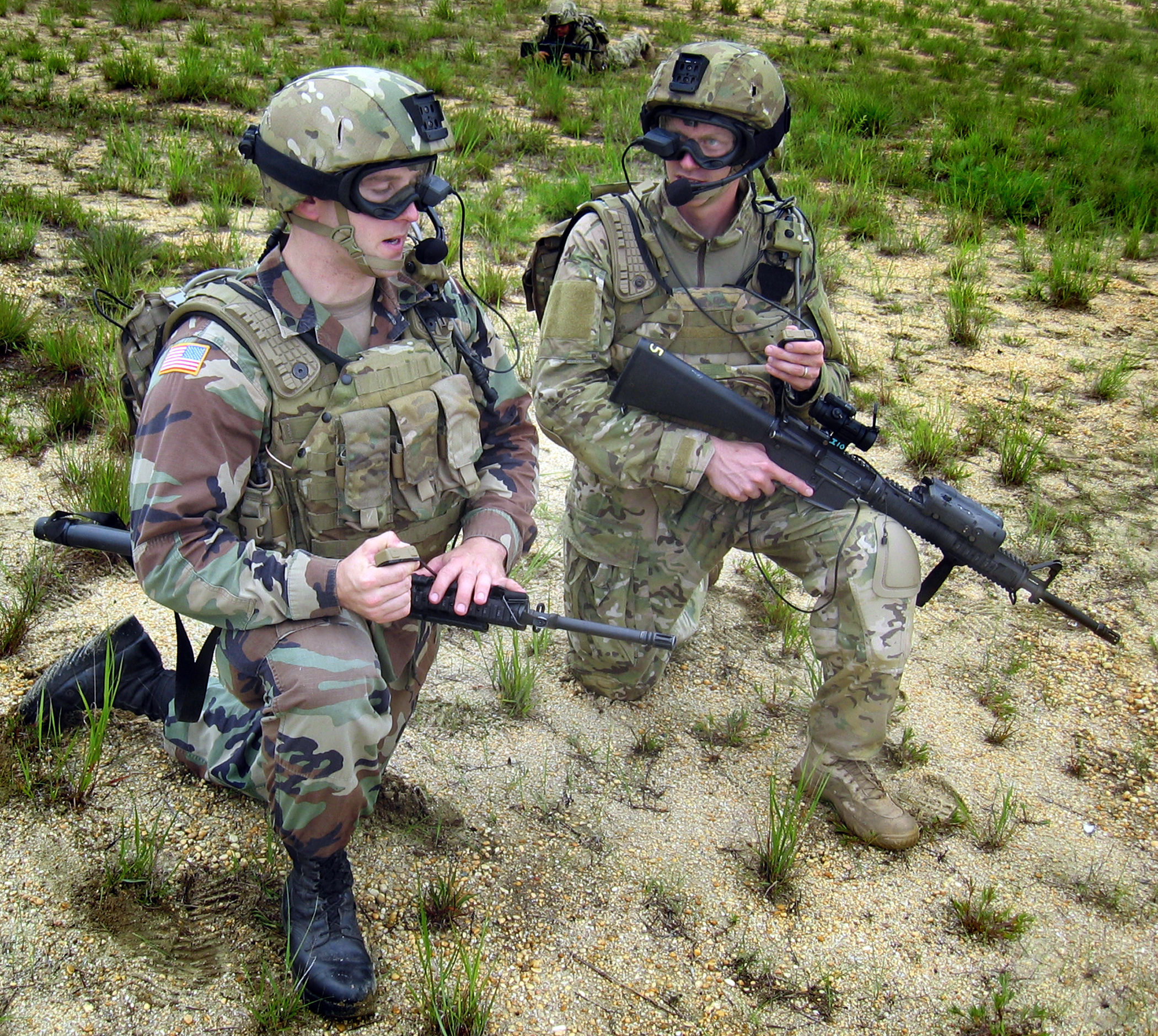
未來戰士系統測試中穿著裝甲機架組的士兵，其中右方士兵亦穿著了G1戰鬥服
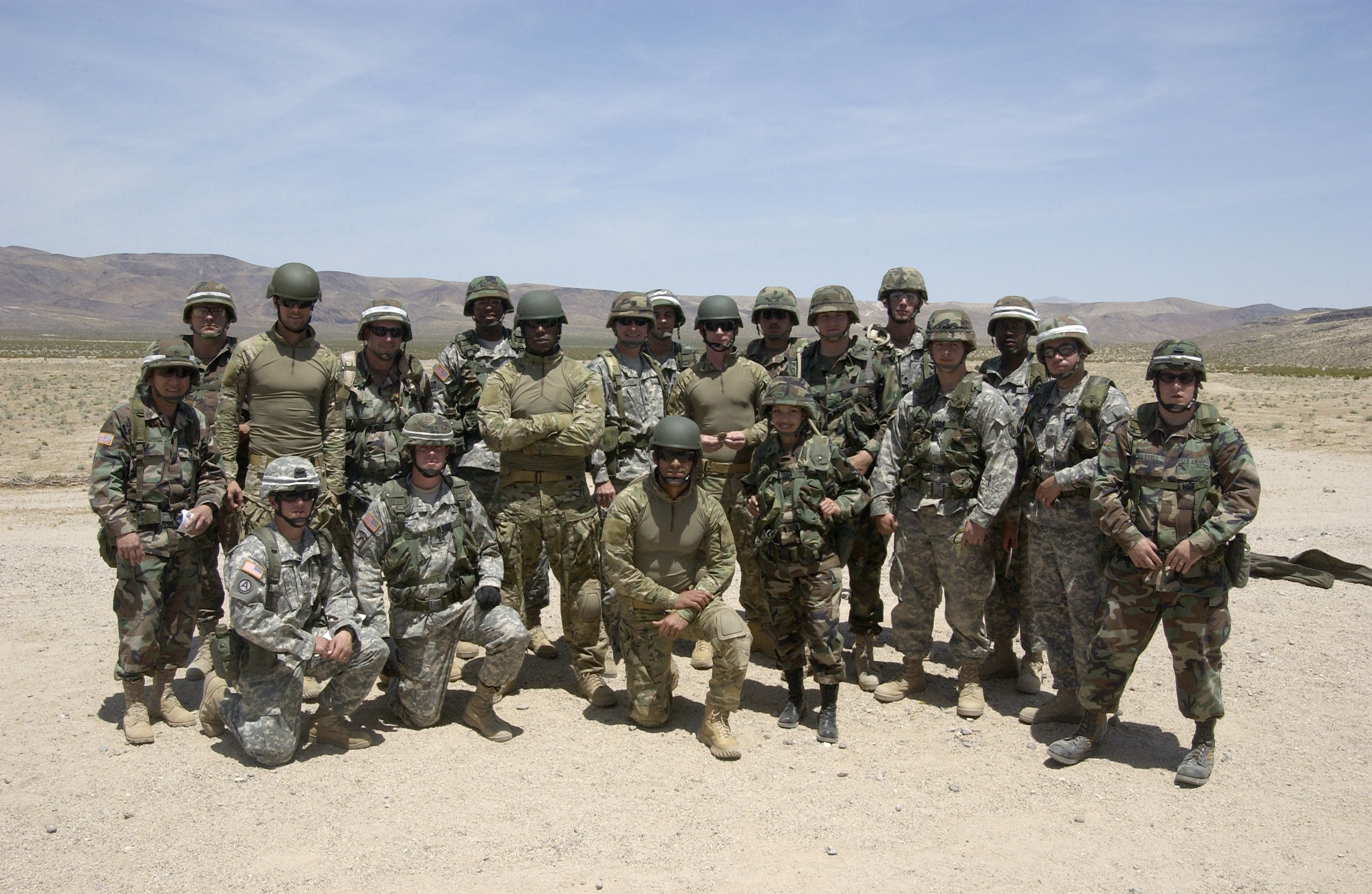
《變形金剛》的四名演員與國家訓練中心支援大隊士兵的合照，四名演員皆穿著了Crye Precision提供的G1戰鬥服
身穿AC戰鬥服的美國特種部隊員
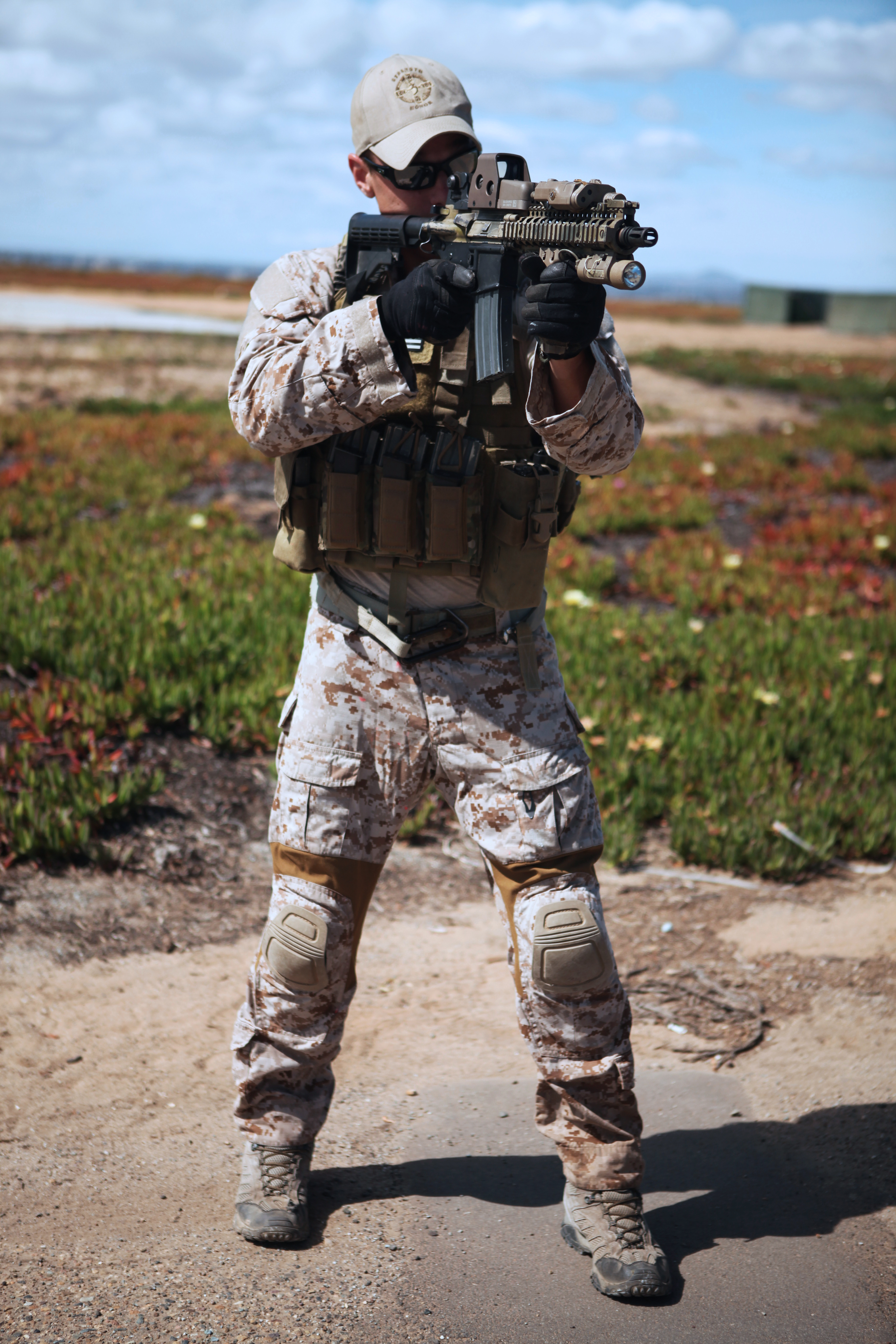
身穿AOR-1迷彩NC戰鬥服的海豹部隊隊員
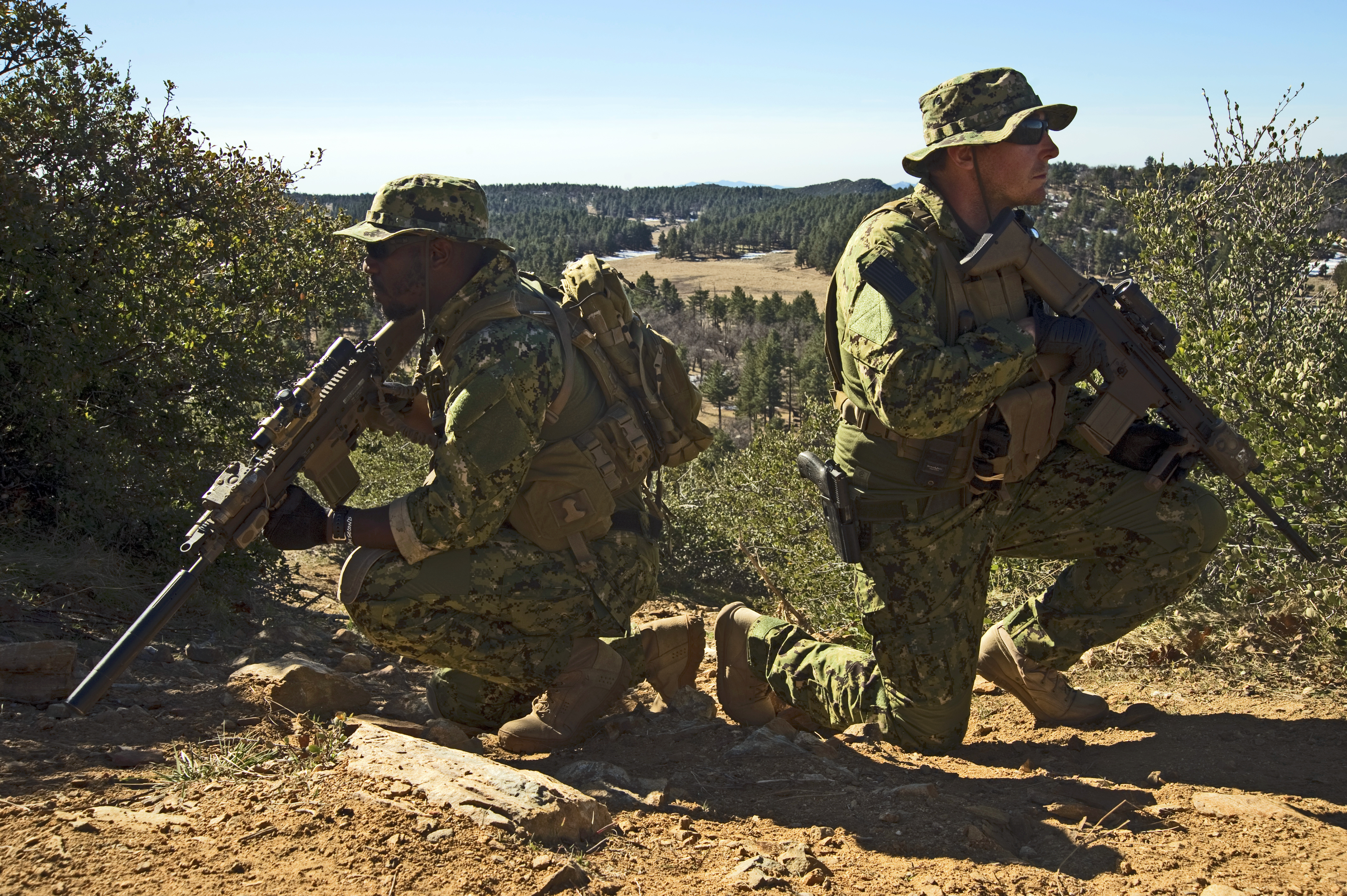
身穿AOR-2迷彩NC戰鬥服的海豹部隊隊員
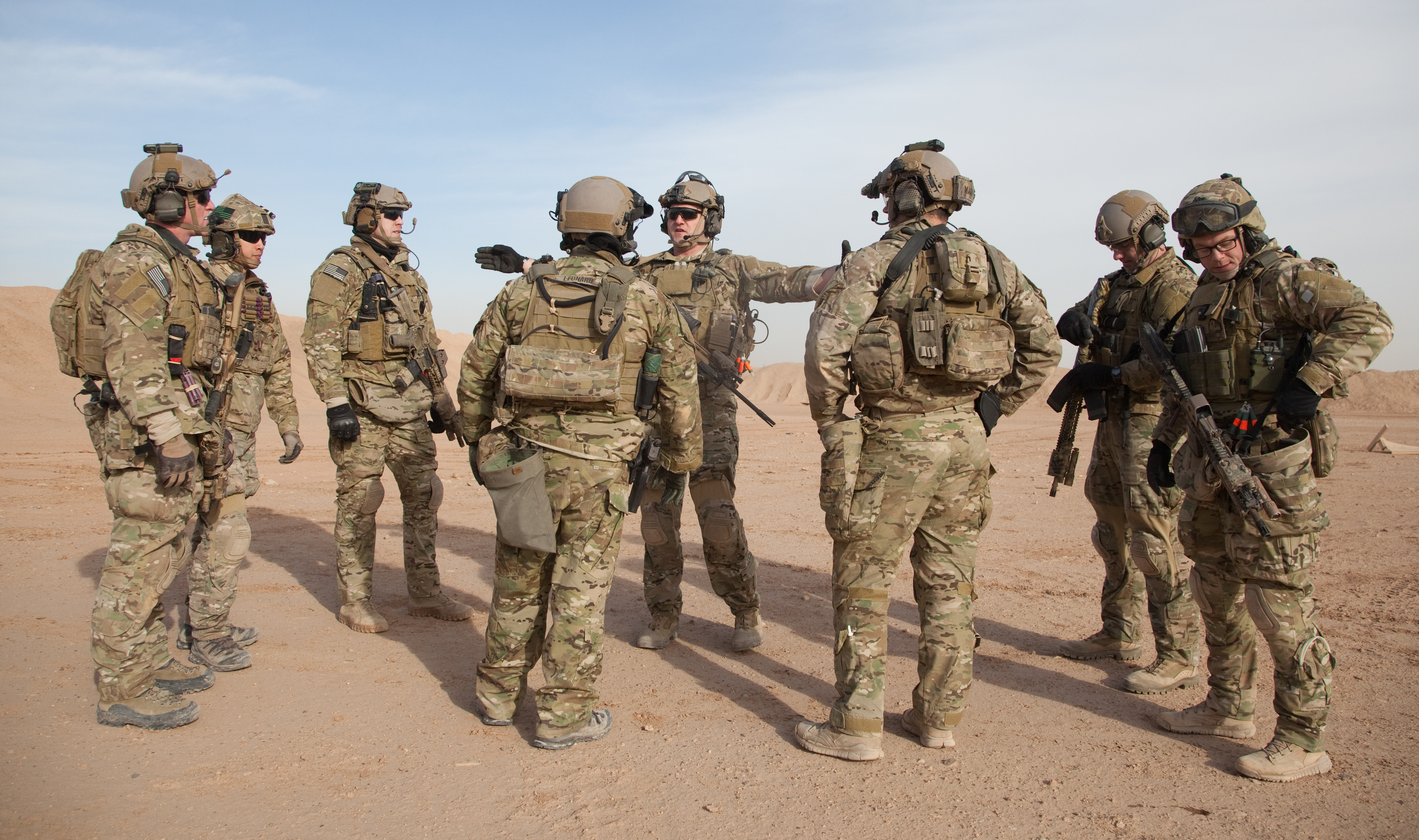
在訓練中分別身穿AC、G3戰鬥褲、AC野戰褲及AC、G3野戰衣的士兵
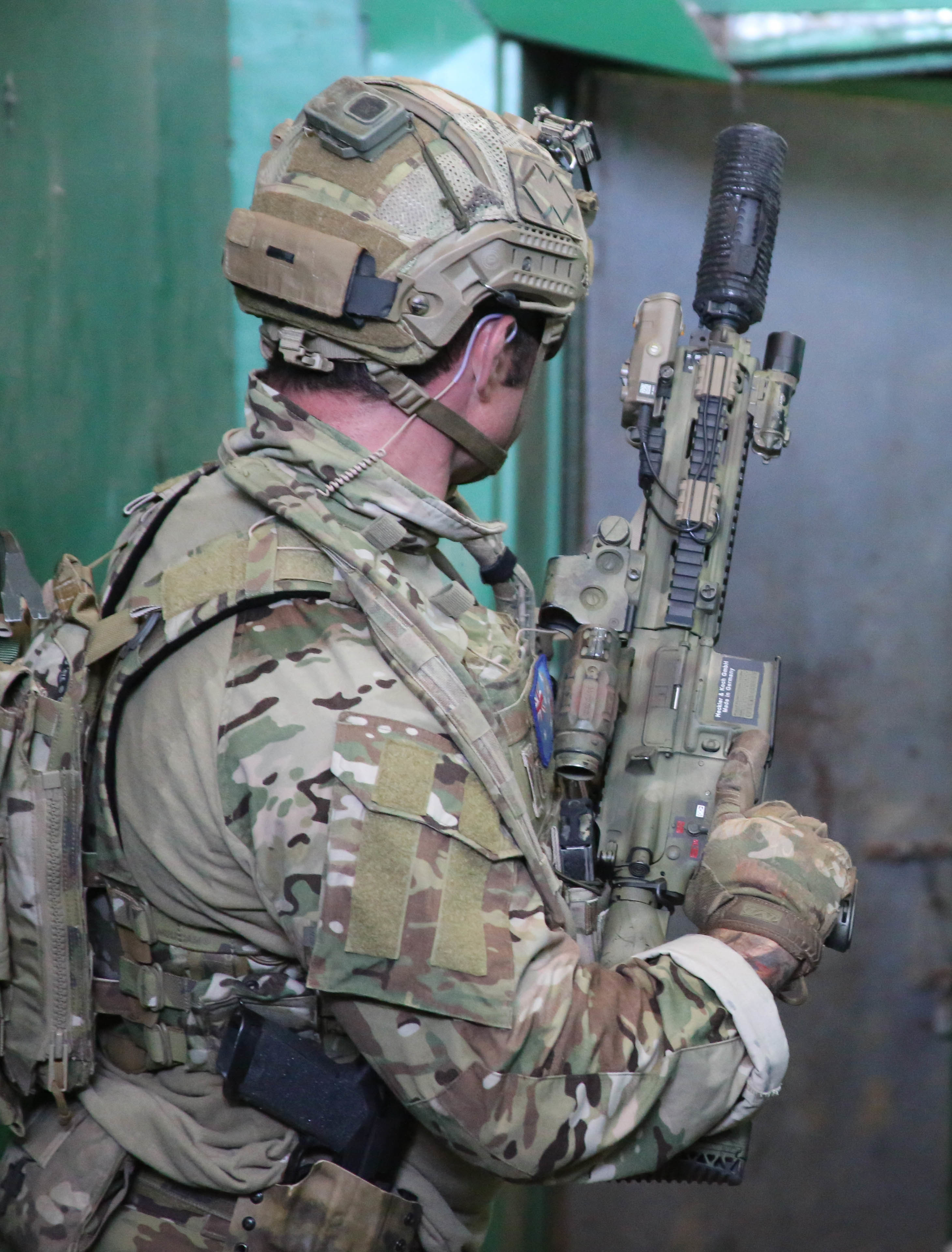
佩帶AirFrame、身穿G3戰鬥服及AVS背心的澳洲陸軍第2突擊團隊員
穿著AMP-OCU的澳洲陸軍士兵
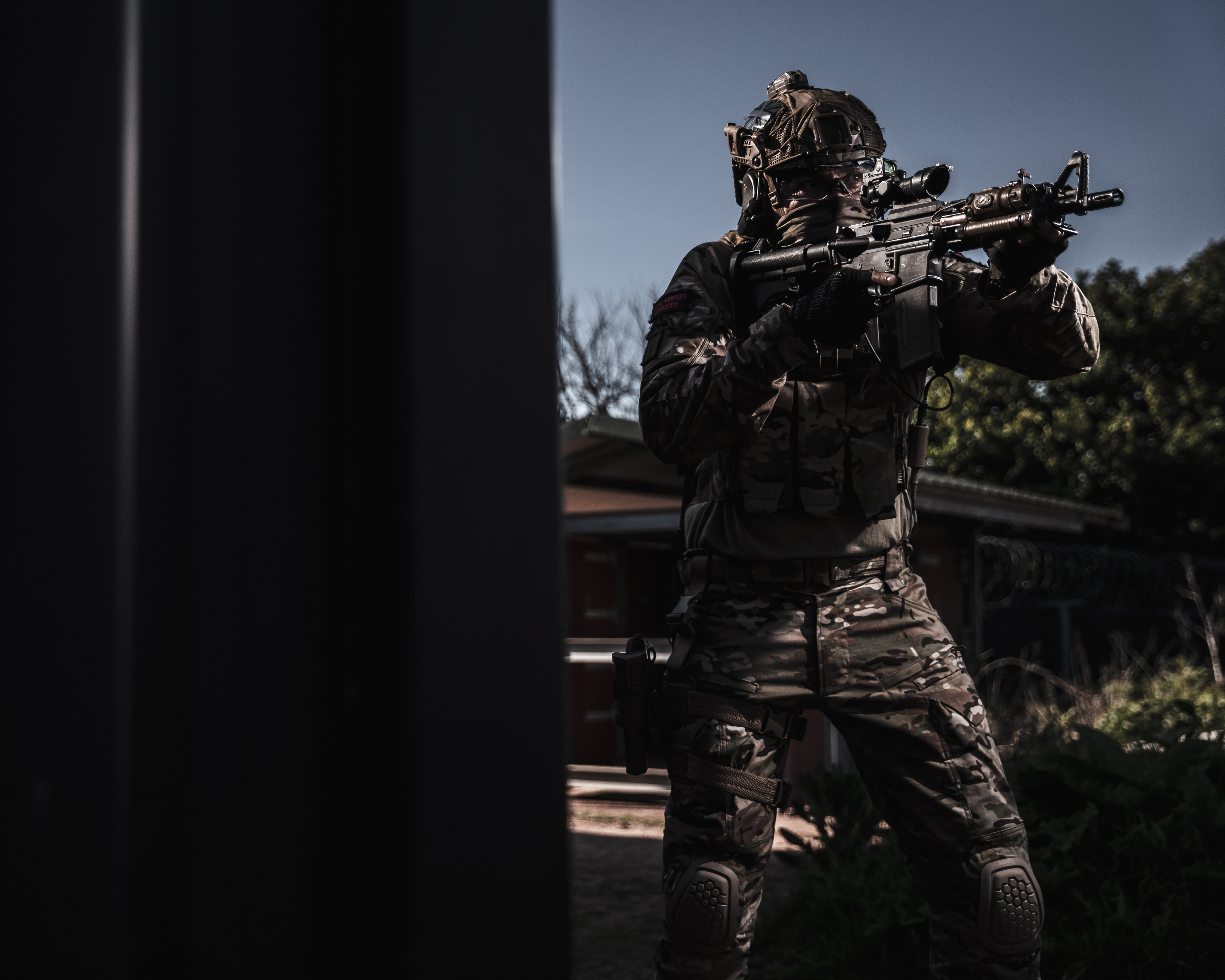
英國皇家海軍陸戰隊採用的G4戰鬥服